# Sound of Madness
Singles de Shinedown
Second Chance
(2008) If You Only Knew
(2009)
Sound of Madness est le dixième single du groupe Shinedown sorti en 2008.

## Liste des chansons
| No | Titre            | Durée |
| -- | ---------------- | ----- |
| 1. | Sound of Madness | 3:54  |

## Performance dans les charts
| Charts                                    | Meilleur position |
| ----------------------------------------- | ----------------- |
| U.S. Billboard Hot 100                    | 85                |
| U.S. Billboard Hot Mainstream Rock Tracks | 1                 |
| U.S. Billboard Alternative Songs          | 5                 |
| U.S. Billboard Rock Songs                 | 2                 |